# Muzhuzhi
Muzhuzhi é um petisco típico da Geórgia preparado com patas, orelhas e rabos de porco cozidos e adicionados a uma preparação, que pode ou não conter carne de porco, e se cozinha com vegetais e condimentos, vinagre e vinho tinto; o caldo de cozer as patas e orelhas forma uma espécie de gelatina, em que se serve o petisco.
Os vegetais e condimentos incluem tipicamente cebola, alho, cenoura, louro, canela, cravinho, pimenta-da-jamaica, aipo, salsa e sal (além do vinagre).